# Sala do gry w piłkę
Sala do gry w piłkę (fr. salle du jeu de paume) – sala do gry w jeu de paume w Wersalu, przy ulicy Jeu de paume. W obiekcie tym miała miejsce przysięga, złożona przez deputowanych Stanów Generalnych, jeden z przełomowych momentów rewolucji francuskiej.

## Historia
Sala została zbudowana w 1686 według projektu Nicolasa Creté. Służyła do uprawiania jeu de paume rodzinie królewskiej oraz innym osobom związanym z dworem wersalskim. Swoją historyczną rolę odegrała 20 czerwca 1789, kiedy deputowani stanu trzeciego, niewpuszczeni na dotychczasową salę obrad, postanowili zaprotestować przeciwko takiemu traktowaniu i wyrazić chęć dalszych prac nad zmianami we Francji. Udali się wówczas do sali i złożyli przysięgę, że będą kontynuowali prace aż do uchwalenia konstytucji. Scenę tę utrwalił na obrazie Jacques-Louis David.
W 1793 sala otrzymała status tak zwanego dobra narodowego i została sprzedana. Już wtedy znajdowała się na niej tablica upamiętniająca przysięgę, zdjęta w czasach Restauracji Burbonów i przywrócona za monarchii lipcowej. W obiekcie znajdowała się pracownia malarza Antoine’a-Jeana Grosa, a następnie Horacego Verneta. Z kolei w okresie II Republiki sala została poddana niezbędnej konserwacji, a 14 marca 1848 miał w niej miejsce wielki bankiet.
Po zamachu stanu z 1851 sala do gry w piłkę została zaadaptowana na kasyno oficerskie, które szybko splajtowało. Do roku 1883 obiekt stał pusty, następnie – po kolejnym remoncie – umieszczono w nim muzeum. Obecnie, po renowacji z 1988, budynek jest własnością francuskiego Zgromadzenia Narodowego.

## Galeria

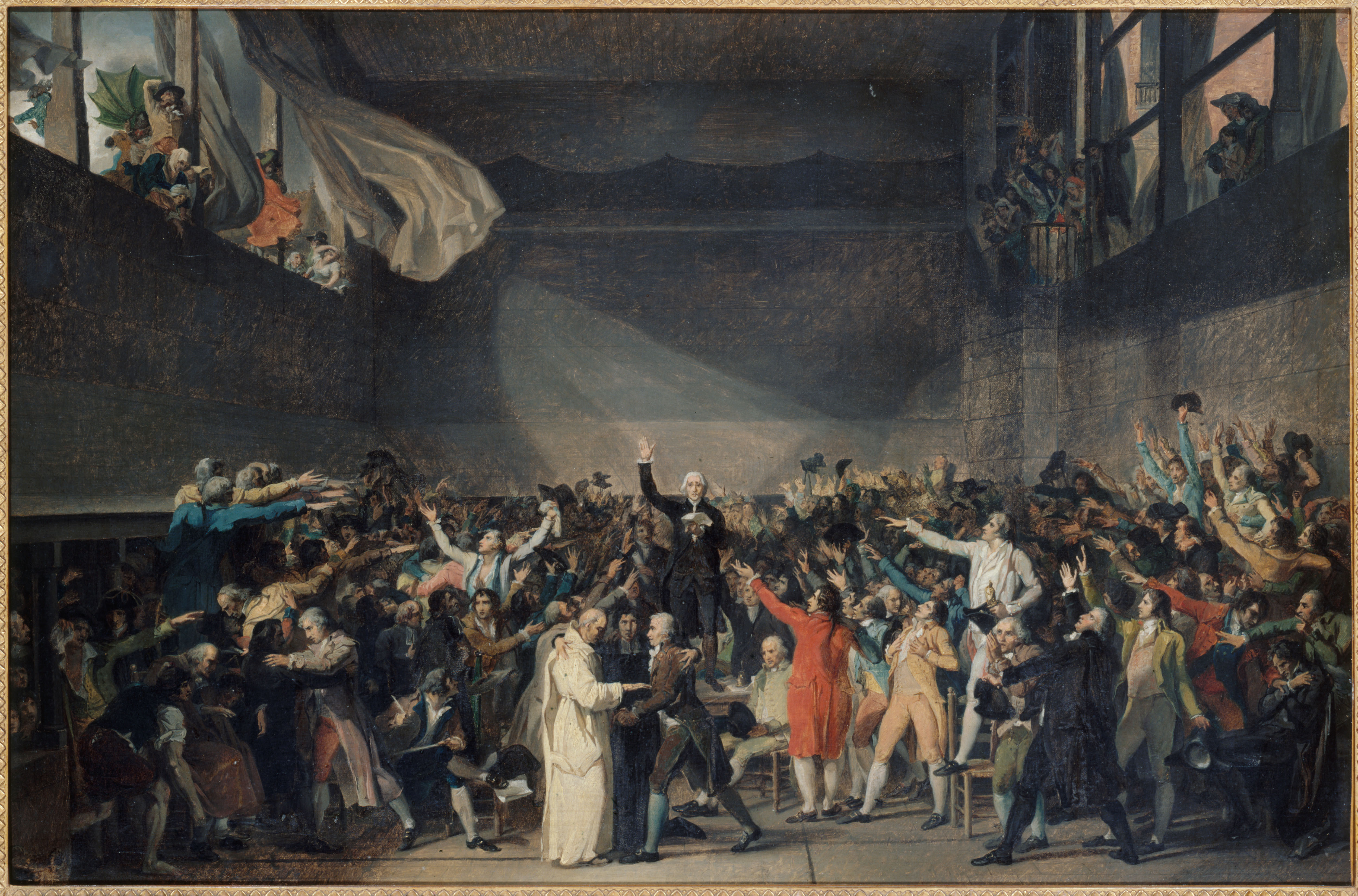
Jacques-Louis David, Przysięga w sali do gry w piłkę, 1791
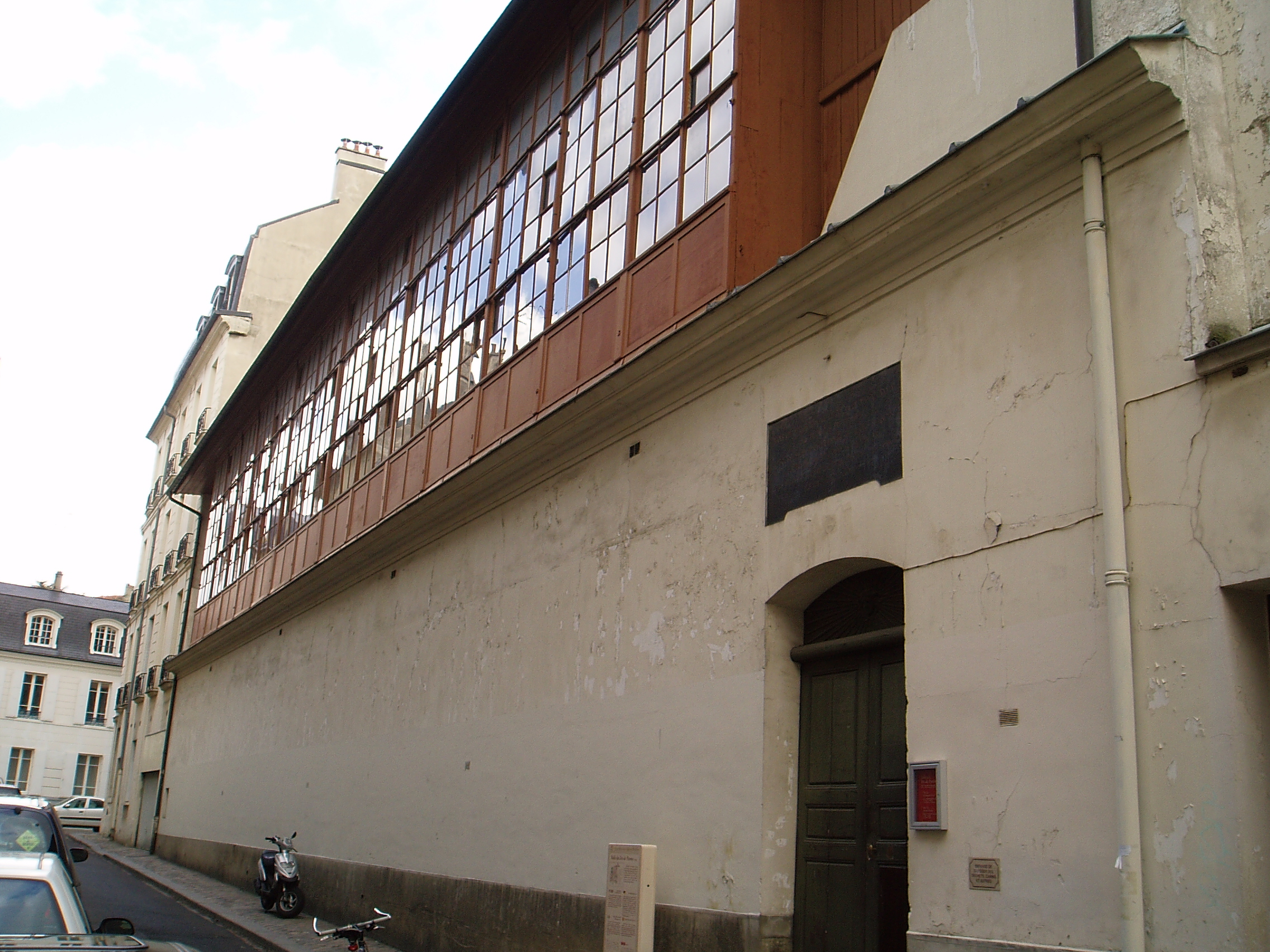
Sala do gry w piłkę z tablicą pamiątkową
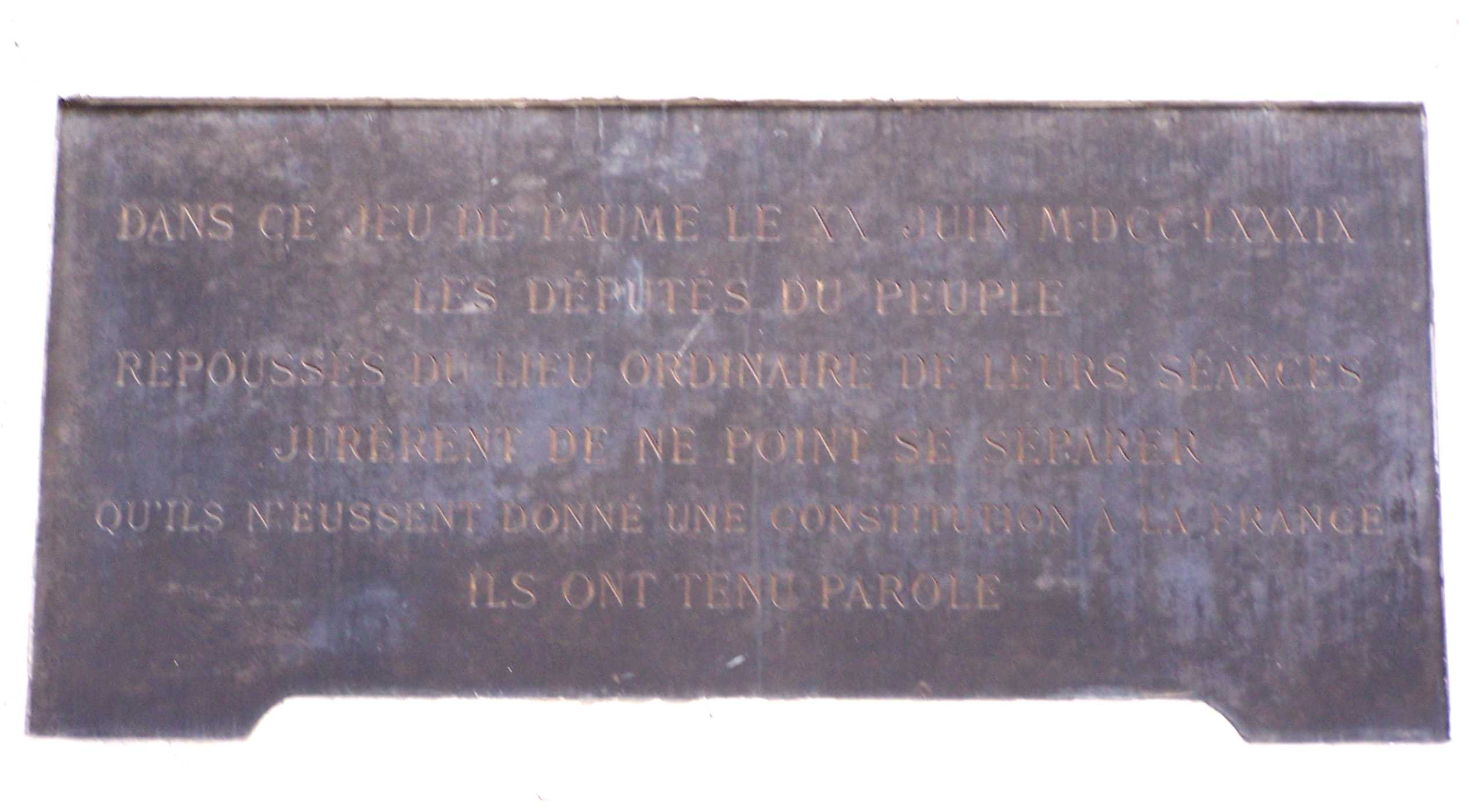
Tablica pamiątkowa autorstwa Luca Oliviera Mersona